# 洛濟 (茲巴拉日區)
49°54′26″N 25°46′54″E / 49.90722°N 25.78167°E

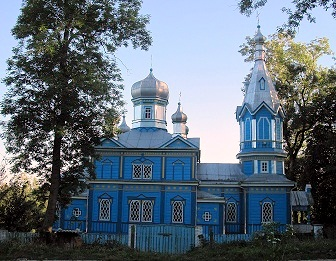

洛濟（烏克蘭語：Лози），是烏克蘭的村落，位於該國西部捷爾諾波爾州，由克列梅涅茨區負責管轄，始建於1405年，面積2平方公里，2001年人口664，人口密度每平方公里332人。